# TV Candidés
TV Candidés é uma emissora de televisão brasileira instalada em Divinópolis, cidade do estado de Minas Gerais. Opera nos canais 13 VHF analógico e 46 UHF digital e é afiliada à TV Cultura. Foi fundada pelo deputado estadual Jaime Martins do Espírito Santo em 22 de janeiro de 1992. Foi a primeira emissora educativa em Minas Gerais a lançar seu sinal em high definition (HD), e sendo a primeira a disponibilizar o sinal nesta tecnologia em Divinópolis. Atualmente, o canal é de propriedade do Sistema MPA de Comunicação e pertencente à Fundação Jaime Martins.
Sua programação local é composta de quatorze horas de programação diária, também disponível ao vivo pela internet pelo site do canal.

## História
A Fundação Jaime Martins, criada pelo deputado estadual Jaime Martins do Espírito Santo, ganhou a licença em dezembro de 1989 para operar a TV Candidés no canal 6 Very High Frequency (VHF), iniciando suas atividades em abril de 1991 em caráter experimental, e em definitivo em janeiro de 1992.
Em 1995, sua numeração foi modificada, passando para o canal 13, mudando sua potência de 100 w para 1KW. Ainda, o canal passou a transmitir o sinal da Rede Minas, que na época transmitia além de produzir conteúdo próprio também era retransmissora da TV Cultura no estado. Com isso, a TV Candidés passou também a incluir na sua programação conteúdos feitos localmente. Logo após, foi firmado em parceria com universidades da região para ela ser TV escola dessas instituições.
Em abril de 2014 o canal iniciou sua transmissão em high definition (HD) no canal 46 (virtual 13.1), sendo o primeiro canal educativo em Minas Gerais e em Divinópolis a fornecer a tecnologia. Em 2021, o canal passa a repetir a TV Cultura.

## Programação
Em 1996, com o incentivo da Ministério da Cultura, por meio da Secretaria do Audivisual, o canal exibiu o primeiro documentário feito localmente denominado Nossa Divina Cidade, em que pessoas de Divinópolis contaram a história, cultura e conhecimentos da cidade.

## Programas
A TV Candidés possui uma programação cultural e educativa voltada para a formação do cidadão. Além dos programas produzidos pela própria emissora e por parceiros, a emissora retransmite programas da TV Cultura. A programação local inclui os seguintes programas:
- Bom Dia Divinópolis: Telejornal, com Flaviano Cunha;[3]
- Bastidores da Fama: Programa de variedades, com Christian Antony (Netinho);[4]
- Cidade Urgente: Telejornal, com Eduardo Silva;[5]
- Esporte Total: Jornalístico Esportivo, com Cléber Faria;
- TV Câmara: Transmissão das sessões parlamentares da Câmara Municipal de Divinópolis;
- Jornal Candidés: Telejornal, apresentado em esquema de rodízio com Flaviano Cunha, Thaynara Faria e Luiz Felipe Enes;[6]
- Resenha Esportiva: Jornalístico Esportivo, com Leonardo Lasmar;[7]
- Espaço Aberto: Jornalístico, com Evandro Araújo;[8]
- Conexão Sports: Jornalístico Esportivo, apresentado em esquema de rodízio com Thaynara Faria, Pedro Martins, Allef Rundynelle;[9]
- Se Liga: Programa de variedades, com Pedro Martins e Lucas Ribeiro;[10]